# ジュリア・レノン
ジュリア・レノン（Julia Lennon、旧姓スタンリー (Stanley)、1914年3月12日 - 1958年7月15日）は、イギリスのミュージシャン、ジョン・レノンの母親。アルフレッド・レノンとの実質的には短い結婚期間中にジョンが生まれた。最年長の姉ミミ・スミス（旧姓スタンリー）がリヴァプールの社会福祉施設に苦情を申し立てた後、息子の世話を姉のミミに任せた。その後ウェールズの兵士との間に娘が生まれたが、家族からの圧力により子供は里子に出された。更にジョン・'ボビー'・ダイキンズとの間に2人の娘、ジュリアとジャッキーが生まれた。アルフレッドとは生涯法的な離婚はせず、残りの人生をダイキンズの内縁の妻として過ごした。
音楽の才能があり、意気盛んで直情的、強烈なユーモアセンスの持ち主として知られ、息子のジョンにバンジョーとウクレレの演奏を手解きした。ジョンとはほとんど毎日会い、ジョンが十代の時にはダイキンズの家にしばしば泊まった。1958年7月15日、ジュリアはメンローヴ・アヴェニュー251のミミ宅の近くで、非番の警官が運転する車に轢き殺された。母の死はジョンに心的外傷を残し、「ジュリア」や「マザー」などの曲が書かれた。伝記作者のイアン・マクドナルドは、彼女が「非常に広い意味において…息子にとってのミューズ」であると書いた。

## 生い立ち
後に家族の間ではジュディと呼ばれることになるジュリア・スタンリーは、1914年に南リヴァプールトックステスヘッドストリート8で5人姉妹の4番目の子として生まれた。母親のアニー・ジェーン（旧姓ミルウォード）は先ず男児、次ぎに女児を産んだが2人とも出生直後に亡くなった。その後「ミミ」として知られるメアリー（1906年 - 91年）、「メイタ」ことエリザベス（1908年 - 76年）、「ナニー」アン（1911年 - 88年）、「ジュディ」ジュリア（1914年 - 58年）、「ハリー」ハリエット（1916年 - 72年）の5人姉妹を産んだ。後年ジョン・レノンは、この『スタンリー・ガールズ』を「5人の型破りで、逞しく、美しく、知的な女性たち」であったとコメントした。イングランド人の父親のジョージ・アーネスト・スタンリーは商船隊を退役後、リバプール・アンド・グラスゴー・サルベージ協会で保険調査員の仕事に就いていた。彼は家族と共にウェバーツリーの郊外に移り、一家はペニー・レインに近いニューキャッスル・ロード9の小さいテラスハウスに住んだ。母親は1945年に亡くなり、ジュリアは姉から援助を受けながら父親の世話をしなければならなかった。

## アルフレッド・レノンとの結婚

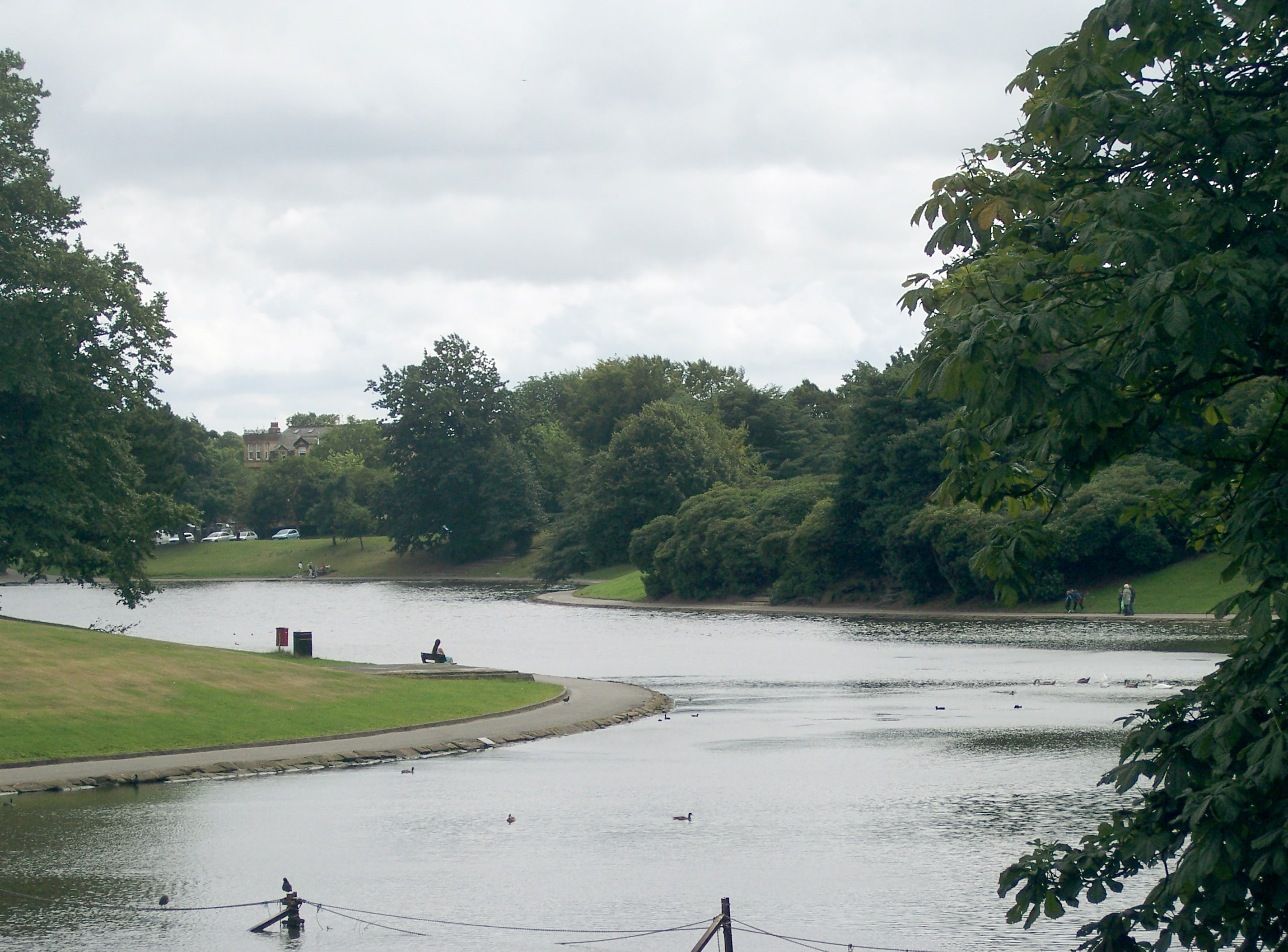
ジュリア・スタンリーがアルフレッド・レノンと出会ったセフトン公園

アルフレッド・'フレディ'・レノン（家族からは専ら「アルフ」と呼ばれていた）は常に冗談を言っていたが仕事は長続きせず、リヴァプールの多くのヴォードビル劇場や映画館（彼はそれらの案内係の女性を名前で知っていた）を巡ることを好んだ。リヴァプールのキャムデン・ロードに面した映画館を改装したトロカデロ・クラブで、彼は「明るい笑顔と高い頬骨を持つ鳶色の髪の女の子」ジュリア・スタンリーと初めて出会った。友人と女の子を物色に来ていたセフトン公園で、アルフはジュリアに再会した。山高帽を被り、シガレットホルダーを手にしたアルフは「この小さい浮浪者」が鉄製のベンチに座っているのを見かけた。14歳のジュリアは彼の帽子が「馬鹿げて」見えると言い、15歳のアルフは君は「可愛らしく」見えると答えて彼女の隣に座った。彼女に帽子を脱ぐよう頼まれたので、彼は直ちに帽子を公園の池に投げ込んだ。
ヒールを入れても5フィート2インチ（157cm）の身長しか無かったが、彼女は魅力的且つ豊満で道行く人々の視線をしばしば捕えた。常に身なりを良くしており、「起きたとき美しく見えるように」寝る時でさえ化粧をしていた。後に彼女の甥の1人は、彼女が「何も無いところからジョークを生み」出せ、「笑顔と冗談とともに燃えている家から出てくる」ことができたと語った。リヴァプールのダンスホールやクラブに頻繁に出向き、しばしばジルバコンテストにおいて港湾労働者、兵士、船員、ウエイターたちから踊るように依頼された。誰よりもユーモアに富み、昼夜を問わず常に最新のポピュラーソングを歌うことが出来ると言われていた。彼女の声がヴェラ・リンそっくりに聞こえた一方で、アルフレッド・レノンはルイ・アームストロングやアル・ジョルソンの物真似を十八番にしていた。2人とも音楽のプロは目指さなかったが、共にウクレレ、鍵盤付きアコーディオン、バンジョーを演奏した。2人は一緒にリバプールを歩き回り、店かパブかカフェかクラブを開くといった未来の夢を語り合った。
1938年12月3日、最初に出会ってから11年後、ジュリアからアルフ・レノンに求婚した後2人は結婚した。彼らはボールトン・ストリート登記所で結婚したが、ジュリアが知らせなかったため、スタンリーの家族は1人も立ち会わなかった。彼女は結婚許可証の職業欄に過去に一度も就いたことのない「映画館の案内嬢」と書いた。2人はその日クレイトン・スクエアのリースズ・レストラン（後年、彼らの息子ジョンがシンシア・パウエルとの結婚式を挙げた）で食事をし、映画を観て過ごした。彼女はニューキャッスル・ロード9を結婚許可証を振り回しながら歩き、「ほら! 私は彼と結婚したわよ。」と家族に告げた。いつか恋人と同棲するようになったら、自分を勘当しかねなかった父親に対する反抗であった。結婚初夜、ジュリアは実家に留まり、アルフレッドは自分の下宿に帰った。翌日、彼は船に戻り西インド諸島に向かう3ヶ月の航海に旅立った。
スタンリー家は当初、彼を「誰の（私たちのジュリアにとっても当然）役にも立たない」男だと確信して完全に無視した。彼女の父親はアルフレッドが娘を財政的に養うことができる具体的な証拠を見せろと要求したが、アルフレッドは地中海に向かう商船隊の船の船室係として契約した。彼は数ヶ月の航海から戻り、スタンリーに家に移り住んだ。その後、地元の劇場でエンタテイナーとしてのオーディションを受けたが何れも失敗に終った。1940年1月、ジュリアは自分が妊娠しているのに気付いたが、戦争が始まると夫は第二次世界大戦の間、商船員の仕事を続けて金を家に定期的に送った。1943年、アルフレッドの失踪後、送金は途絶えた。

### ジョン

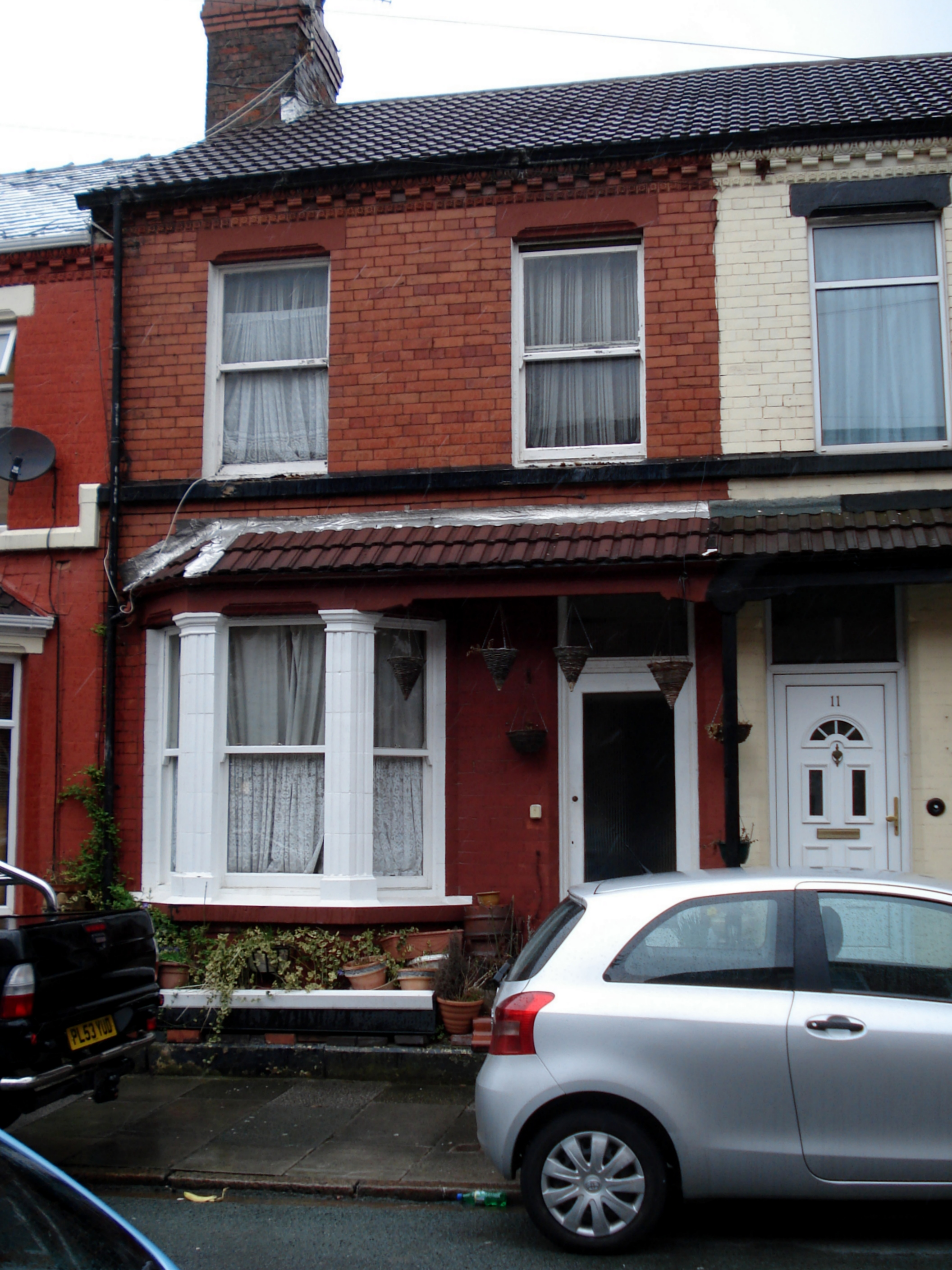
リヴァプール、ニューキャッスル・ロード9; かつてスタンリー家が暮らした家

ジュリアは第二次世界大戦中の1940年10月9日、リヴァプールのオックスフォード・ストリート・マタニティ・ホスピタルの2階病棟でジョン・ウィンストン・レノンを出産した。長女のミミは病院に電話をかけ、男の子が生まれたと告げられた。ミミは後に、空襲の最中に病院へ直行し、爆撃を避けるために戸口に身を潜めなければならなかったと主張したが、実際には、その夜リヴァプールへの攻撃は一切無かった。アルフレッドは航海中だったので、息子の誕生には立ち会わなかった。
幼少時のレノンが1945年11月からウェバーツリー、モスピッツ・レーンの小学校に通い始めたので、ジュリアは学校近くのカフェでアルバイトを見つけた。まだ結婚したままのジュリアがジョン・ダイキンズと不義の同棲を始めたためにスタンリー家から数々の批判を受けた後、ジュリア、ダイキンズと同じベッドで眠っている幼いジョンについてリバプールの社会福祉事務所に二度訴えたミミからの強力な圧力によって、ジュリアは不承不承ジョンの世話をミミと彼女の夫のジョージ・スミスに任せた。1946年7月、アルフレッドはメンローヴ・アヴェニュー251にあるミミの家「メンディップス」を訪れ、長い休暇中にジョンをブラックプールに連れて行ったが、彼は秘密裏にジョンと一緒にニュージーランドに移住しようと目論んでいた。ジュリアとダイキンズはこれに気付き、ブラックプールまで追った。アルフレッドはジュリアに一緒にニュージーランドに行くよう持ち掛けたが、彼女は拒否した。激しい言い争いの後、アルフレッドは5歳の子供に母親か彼かを選択させるべきだと話した。ジョンが（2度に亘り）アルフレッドを選んだのでジュリアは立ち去ろうとしたが、最後には彼女の息子は（泣きながら）ジュリアを追った。この物語には異論が有り、マーク・ルイソーンによるとアルフレッドは再び立ち去る時、ジュリアが息子を家を連れ帰る事にすんなり同意した。当日の目撃者ビリー・ホールは、しばしば描写される幼きジョン・レノンが両親の間で決断を余儀なくされた、という劇的なシーンは決して起こらなかったと語った。アルフレッドはビートルマニアで息子と再会するまで、家族との連絡を絶った。
彼女はジョンを家に連れ帰り地元の学校に入学させたが、数週間後にジョンをミミのもとに戻した。これに関しては、ダイキンズが幼い男の子を育てたくない、ジュリアが責任を負うことができない、ミミと父親が不義の同棲に罰を下したなど、さまざまな理由が取り沙汰されている。ジョンは後に自身を責めて「俺の母親は…俺とうまくやっていく事が出来なかったんだ」と語った。ミミはジョンに「適切なしつけ」を施す決意をし、彼はその後も「メンディップス」正面玄関上の小さな寝室に継続して住んだ。ジョンが何週間もひっきりなしにうるさくせがんだ（しかもそれはミミではなくジュリアの家に届けられなければならない）後、ジュリアは息子に最初のギターを5ポンド10シリングで買い与えた。ジョンにはコードを習うのが困難だったので、ジュリアはより単純なバンジョーとウクレレのコードを教え、その後ピアノ・アコーディオンの演奏も手解きした。ジュリアのバンジョーはジョンが「すべてのコードを練習するまで、無限の忍耐力でその場に座り続けた」ほど学んだ最初の楽器で、ジュリアの不慮の死後その楽器は二度と見つからず、所在は謎のままである。
ミミは自分の家にレコードプレーヤーを置くことを拒否したので、ジョンはジュリアの家に行って自分の好きな曲の演奏を学んだ。ジュリアはエルヴィスのレコードをかけ、ジョンと一緒にキッチンの周りを踊った。1957年、クオリーメンがペニー・レイン通りのセント・バーナバス・ホールで演奏を始めると、ジュリアが聴きに現れるようになった。曲が終るたびに彼女は他の誰よりも拍手を送り、大きく口笛を吹き、コンサートの間中「揺れ動き、踊り続け」ていた。ジョンはこの時期、母親の家を頻繁に訪れ不安や悩みを詳細に打ち明け、ミミの反対を押し切って音楽を続けるよう励まされた。

### ヴィクトリア
1942年から1943年にかけて、ジュリアはウールトン・アラートン通り120aの「デアリー・コテージ」と呼ばれる家に息子と共に住んでいた。そのコテージはミミの夫が所有していた。ミミは自分の家にもスタンリーの実家にも近いので、ジュリアがそこに住む事を望んだ。アルフレッドがしばしば航海で不在だったので、彼女はダンスホール通いを始めた。1942年、モスリー・ヒルの兵舎に駐屯していた 'タフィー'・ウィリアムスというウェールズ兵に出会った。これに関しては後年アルフレッドは、戦時だからこそ外出して楽しむべきだ、とジュリアに手紙を書いた所為だと後悔した。夜が明けると翌朝の朝食として幼い息子にたびたびチョコレートかショートクラスト・ペイストリー を与えた。1944年後半にウィリアムスの子供を身籠るが、最初は見ず知らずの兵士によってレイプされたと言い張った。ウィリアムスは（まだアルフレッドと婚姻関係にある）ジュリアがジョンを手放さない限り（これはジュリアが拒絶した）、ジュリアと一緒に暮らすことは出来ないと拒否した。1944年にアルフレッドが漸く戻ってきた時、彼は妻、息子、生まれてくる赤子の面倒をみると申し出たが、ジュリアはその提案を拒絶した。
ジュリアの出産前の数ヵ月間、アルフレッドはジョンをのリバプール郊外のマグハルにある、彼の兄弟であるシドニーの家に連れて行った。1945年6月19日、エルムスウッド私立病院で生まれたジュリアの娘ヴィクトリア・エリザベスは、スタンリー家からの激しい圧力を受け、ノルウェー救世軍大尉と妻（ペーダー&マーガレット・ペダーセン）に養子縁組された。ジョン・レノンは1964年に彼女の存在を叔母のハリエットから知らされた。ジョンは激しく感情を揺さぶられ、妹を探し出そうと新聞に広告を出し、探偵を雇った。ノルウェーでヴィクトリアを探すも空振りに終わり、彼女を見つけ出す事も消息を知ることも無いままジョンは亡くなった。彼女の養女としての名前はイングリッド・ペダーセンであった。

### ジョン・'ボビー'・ダイキンズ
ヴィクトリア誕生の1年後、ジョンが通うモスピッツの小学校近くのカフェで働いていた時に、ジュリアは以前から顔見知りのダイキンズと交際を始めた。ダイキンズはリヴァプールのアデルフィ・ホテルでワイン・スチュワードとして働く、顔立ちも身形も良い男性だった。その後ダイキンズと共にゲートエイカーの小さなフラットに転居した。彼は贅沢品を楽しんでおり、アルコール、チョコレート、シルクストッキング、タバコなどの、入手が限られていた配給品を簡単に手に入れる事が出来、当初これらが彼女を惹きつけた。スタンリー姉妹は、彼の鉛筆で描いた程度の薄い口髭、マーガリンで固めたような毛髪、ポークパイ・ハットから「闇商人」と呼び、幼いジョンは彼の咳き込むような神経性の顔面痙攣から「神経過敏」と呼んだ。またジュリアの家族や友人たちはダイキンズの、時折酔って暴力的になる激しい気性を記憶しており、ジョンは母親がミミ宅を訪ねてきた際、ダイキンズに殴られて顔から出血していた事を忘れなかった。
後年ポール・マッカートニーは、ジョンにとって未だ結婚したままのジュリアのダイキンズとの不義の同棲は社会的に排斥されるような問題で、しばしば彼に対する不当な攻撃材料に使われた、と語っている。ジュリアはアルフレッドと離婚しなかったが、ダイキンズの事実婚上の妻と見なされた。ジュリアはジョンと一緒に暮らす事を望んだが、彼はスタンリーの姉妹を巡り、多くはミミのところに逃げ込んだ。彼女がドアを開けると「涙で顔を濡らした」ジョンがそこに立っていた。ジュリアは家族から軽薄で信頼できないと非難されていた。彼女は家事を楽しむことは一度も無く、下着を頭に被って台所の床を掃除している事もあった。彼女の料理も出鱈目で「マッドサイエンティストのような」材料を混ぜ合わせたり、シチューにお茶や「手に触れるものをなんでも」入れることさえあった。好んだ冗談はレンズの入っていない眼鏡を着用し、空のフレームを通して目をこする事だった。

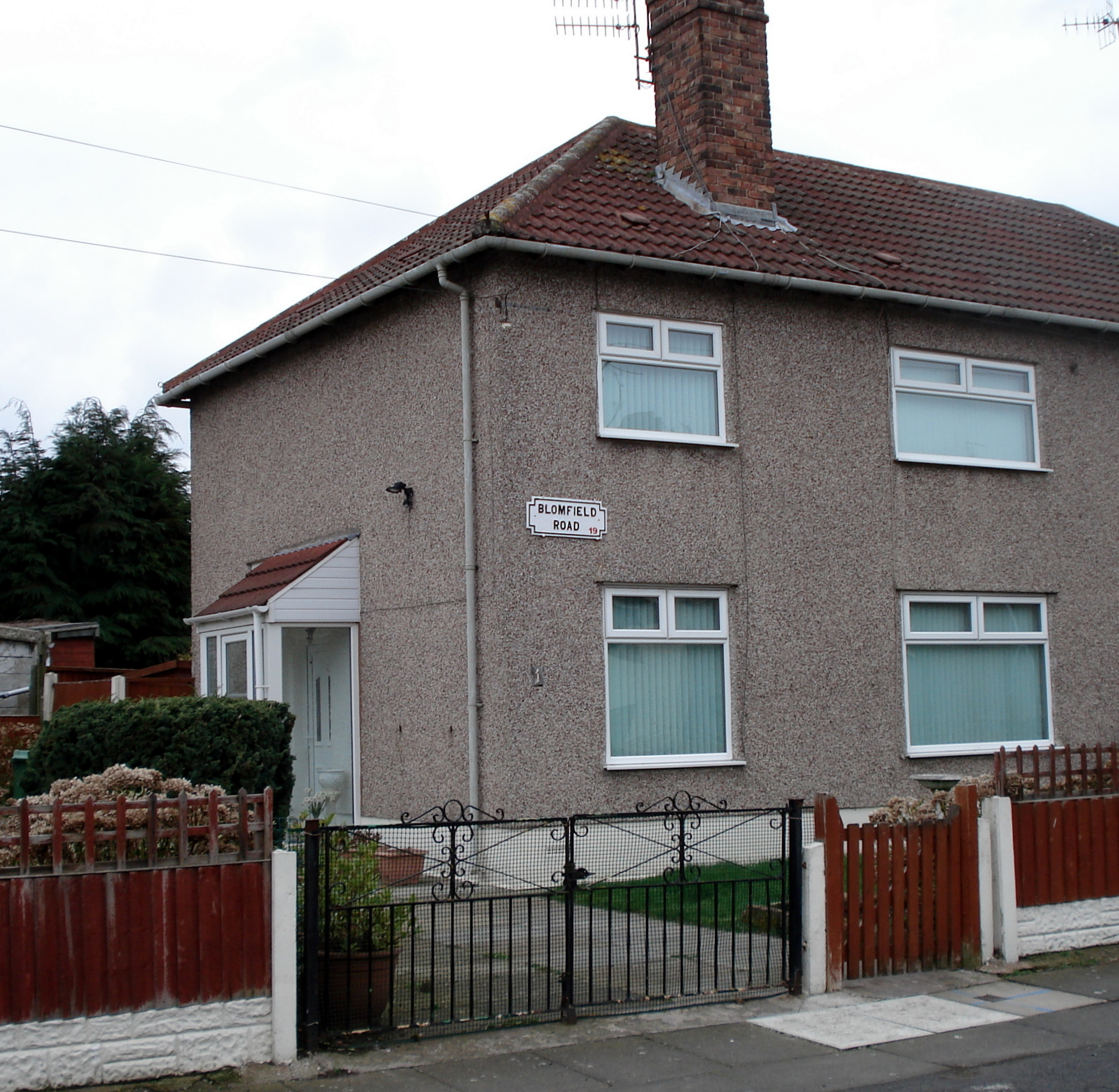
ジュリアとダイキンズが住んだリヴァプール・ブロムフィールド通り1

ダイキンズはその後リヴァプールで何軒かのバーを経営し、ジュリアはブロムフィールド通り1の自宅で彼らの2人の娘ジュリアとジャッキー、及びよく訪ねてきては泊まってもいたジョンの世話をしていた。ジョンとポールは音の響きが「レコーディング・スタジオのように聞こえる」この家のバスルームでリハーサルを行なっていた。ダイキンズはジョンの手伝いに対して、ミミが与える5シリングの小遣いに上乗せして毎週1シリングを与えていた。1965年12月、ダイキンズはペニー・レイン通りの外れで自動車事故により死去したが、（スタンリー）一家の出来事ではなかったためジョンは彼の死について数ヵ月間知らされなかった。

### ジュリアとジャッキー
ジュリアにはダイキンズとの間に2人の娘、ジュリア・ベアード（旧姓ダイキンズ、1947年3月5日生誕）とジャクリーン・'ジャッキー'・ダイキンズ（1949年10月26日生誕）がいた。ジャッキーは早産だったので、ジュリアは毎日世話のため病院に通った。ジョンは11歳の時からダイキンズの家を訪問するようになり、頻繁に一泊した。 ベアードは自分のベッドを彼に貸し、妹のベッドで2人で寝た。ベアードによればジョンが彼女たちを訪問した際、母親はよく「My Son John, To Me You Are So Wonderful」という古いクルーナーのレコードをかけ、聴いていた（ベアードはおそらく1956年にリリースされたデヴィッド・ホイットフィールドの「My Son John」を指していると思われる）。ジュリアの死後、11歳と8歳であった姉妹は伯母のメイタ（エリザベス）のいるエディンバラに送られ滞在し、2カ月後に母親が死んだ事を伯母ハリーの夫ノーマン・バーチから口頭でのみ告げられた。ビートルズが商業的な成功を収めたので、ジョンはリヴァプールのゲートエイカー・パークドライブにベアードとジャッキーが叔母ハリエットとバーチと一緒に住むための4寝室の家を購入した。ハリエット夫妻は以前から2人姉妹の法的保護者になっていた。ダイキンズとの親子関係はジュリアと法的に結婚したことがないので無視されていた。ジョンとハリエットの死後、オノ・ヨーコは（まだジョンの名義になっていた）この家を売却しようとしたが、1993年11月2日に救世軍に寄贈した。ジョンがかつて書簡に次のように書いていたにもかかわらず。「あの家は（バーチが）ジュリア（・ベアード）とジャッキーの面倒を見るために寄贈したものと考えている。彼女たちに使い続けてもらいたい。」
後年、ベアードとジャッキーはジョンが住んでいた事を記念してミミの家にブルー・プラークを設置する式典に出席した時、父親違いの姉のイングリッド（ヴィクトリア）に会った。ジョンのいとこスタンリー・パークスは、壁にプラークを固定するはしごの上で「僕はイングリッド（が家に向かって歩いてくるの）が見えたと思う」と言った。ベアードとジャッキーはイングリッドに一度も会っていないのに、パークスが以前にイングリッドを見たことがあることに驚いた。3人が遂に初対面した時、ベアードはイングリッドが「淡い青い瞳に金髪」でスタンリーの一族のように見えなかったことに衝撃を受けた。

## 死去

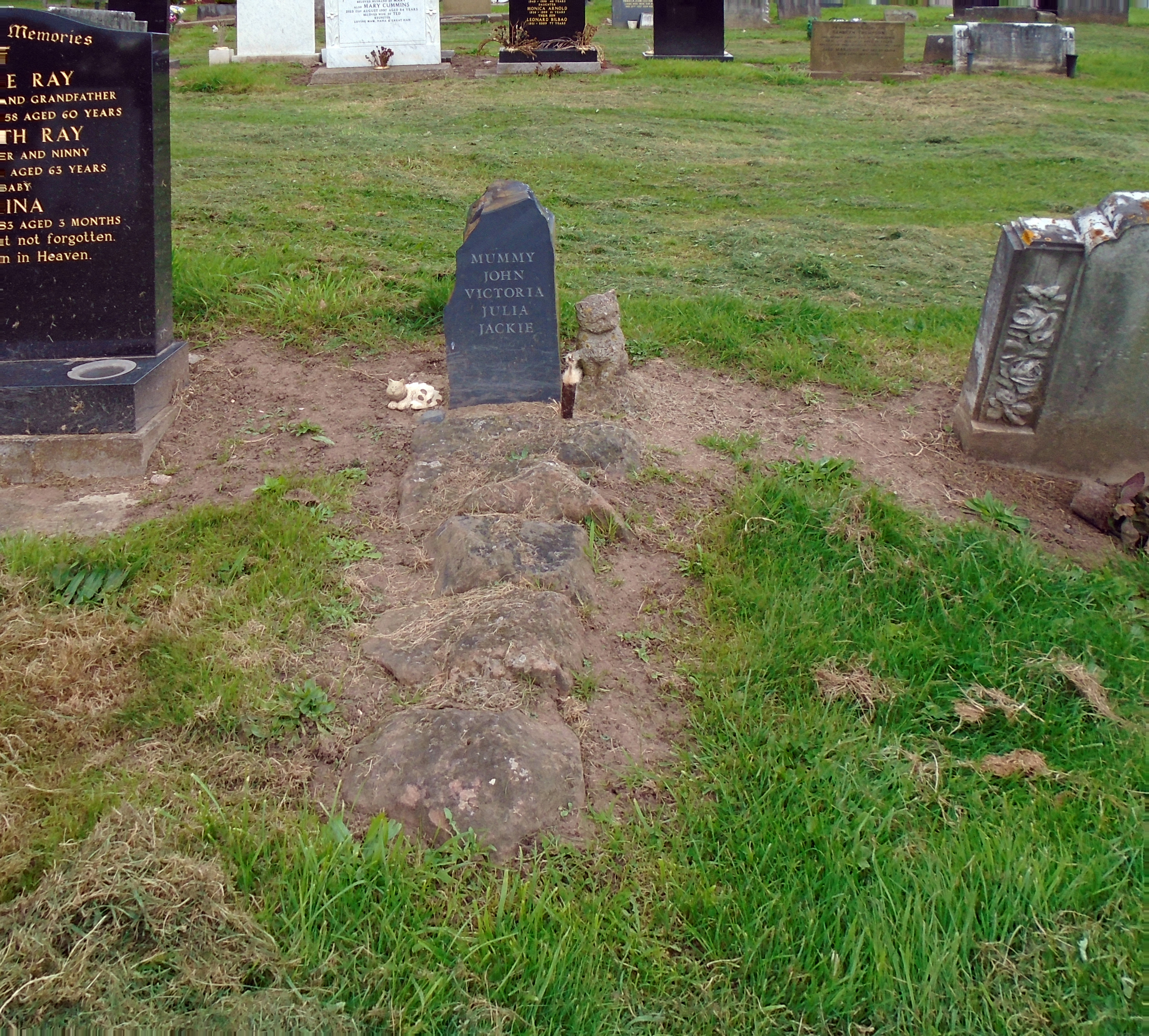
アラートン・セメタリーのジュリア・レノンの墓

ジュリアはミミの家を毎日のように訪れ、朝方の居間で、暖かいときには庭に立ってお茶やケーキを摂りながら語り合った。1958年7月15日の夜、ナイジェル・ウォーリーはジョンを訪ね、ジュリアとミミが正面玄関のそばで話しているのを見かけた。ジョンはブロムフィールド通りの家に出かけていて不在だった。ウォーリーはメンローヴ・アヴェニュー沿いの北側のバス停まで、道々冗談を言いながらジュリアを送って行った。9時30分頃、ウォーリーはジュリアと別れてヴェール・ロードを歩いて行き、ジュリアはメンローヴ・アヴェニューを横切って2車線を分ける中央分離帯に向かった。そこは廃止された路面電車の軌道を覆う垣根が並んでいた。暫らくしてウォーリーは「大きな鈍い音」を聞き、ジュリアの身体が「空中に舞っている」のを目撃した。彼女の身体は衝撃を受けた場所から約100フィート（30m）離れた場所に落ちた。彼はミミを連れて駆け戻り、ヒステリックに泣き叫ぶミミと共に救急車を待った。
ジュリアは非番の警察官で初心者ドライバーのエリック・クレイグ巡査が運転するスタンダード・ヴァンガードに轢き殺された。クレイグはすべての告発について無罪となり、短期間の職務停止処分を受けた。ミミはその判決を聞いて、激昂してクレイグに向かって「人殺し!」と叫んだ。クレイグは後に警察を辞めて郵便配達員になった。
ジョンはセフトン総合病院に連れて行かれた時に母親の遺体を見ることができず、葬儀の間中ひどく取り乱してミミの膝に顔をうずめていた。ジョンはその後数ヵ月ウォーリーとの対話を拒否し、ウォーリーはジョンが彼にも責任があると思っているのではないかと感じた。ジュリアはリヴァプールのアラートン・セメタリーに埋葬された。彼女の墓は暫くの間は無標であったが、後に「CE（イングランド国教会）38-805」と識別された。墓地の場所はブロムフィールド通り1から東に約1.19マイル。ベアードによれば、スタンリー家は最終的には彼女の母親の墓地に墓石を置き、「公の場ではなく、家族の私事になる」ことを望んでいた。その後、木製の十字架の代わりに墓石が置かれ、「マミー、ジョン、ヴィクトリア、ジュリア、ジャッキー」と刻まれた。

## ジョンへの影響
彼女の死は十代のジョンを傷つけ、続く2年間は痛飲しては頻繁に「盲目的な怒り」に駆られて喧嘩に明け暮れた。それは彼の人生の大部分において絶えず付きまとう感情的苦難の原因となったが、やはり幼い頃に母親を失っているマッカートニーと近しくなる助けともなった。ジュリアの思い出は1968年のビートルズの曲「ジュリア」の着想の源になっており、「空を漂う彼女の髪は陽光を浴びて輝き煌めく」といった夢のようなイメージはジョンの少年時代の母親の記憶に基づいている。ジョンはこの曲は「（オノ・）ヨーコと母をブレンドして一つにまとめたようなものだ」と語っている。「マザー」と「母の死」はアーサー・ヤノフの「プライマル・スクリーム」療法の影響を受けて書かれ、1970年発売のソロ・アルバム『ジョンの魂』に収録された。1963年に生まれたジョンの最初の息子で、彼女の孫のジュリアンは、彼女の名前から名付けられた。

## 映画
2000年のテレビ映画『ジョン・レノン/青春のビートルズ』ではクリスティーン・カヴァナー、2009年の映画『ノーウェアボーイ ひとりぼっちのあいつ』ではアンヌ＝マリー・ダフがジュリア・レノンを演じた。